# Tanz in der Sonne
Tanz in der Sonne ist ein deutscher  Spielfilm  von Géza von Cziffra aus dem Jahr 1954.

## Handlung
Zwölf Tänzerinnen des „Gordon-Ballett“ wollen von Hamburg aus mit einem Schiff zu einer großen Tournee nach Spanien fahren, die aber, wie die Damen erst langsam merken, geplatzt ist. Der Mann, der die Verträge abgeschlossen hat, sitzt wegen Betrügereien im Gefängnis. Die Tänzerinnen reisen ohne Bargeld und Engagement nach Spanien. Doch Biggi und ihre Freundin, die Solotänzerin Ninon, geben so schnell nicht auf.
Antonio Avilla, ein berühmter Sänger, Tänzer und Stierkämpfer, wird ihr Retter. Vor einigen Tagen hat eine Medienjagd auf ihn eingesetzt, an der sich Theaterdirektoren, Zeitungsreporter, junge Mädchen, seine eifersüchtige Verlobte und deren Bruder beteiligen. Avilla reist währenddessen unbehelligt als Autobus-Chauffeur Pedro durch das Land. Durch eine große Sonnenbrille sowie eine tief in die Stirn gezogene Mütze hofft er, sich unkenntlich gemacht zu haben. Er fährt mit seinem Bus die Tänzerinnen des Gordon-Balletts durch Spanien, da ihm die Truppe und besonders die rotblonde Ninon gefällt.
Er kauft er eine verlassene Agentur auf, stellt eine neue Tournee zusammen und lässt eigene Engagements sausen. Die in Spanien unbekannte Ballettgruppe hat aber keinen Erfolg, kein Theater will sie engagieren. Avilla mietet kurzerhand eine ganze Stierkampfarena, aber auch das ist noch nicht der Durchbruch. Da entdeckt Theaterdirektor Mendoza die Ähnlichkeit zwischen Antonio und Pedro, und eine Verwechslungskomödie beginnt. Pedro muss auf der Bühne den Antonio mimen, während dessen Stimme im Playback-Verfahren von einer Schallplatte zugespielt wird. Der Erfolg stellt sich ein. Aber die erboste Konkurrenz sorgt dafür, dass Pedro seine Identität offenlegen muss. Ninon ist darüber enttäuscht, denn sie wollte den Chauffeur und nicht den gefeierten Star. Schließlich gibt sie sich mit der Situation zufrieden, und einem glücklichen Ende steht nichts mehr entgegen.

## Produktion
Die Produktion erfolgte im Atelier Hamburg-Wandsbek. Die Außenaufnahmen wurden in den andalusischen Orten Vejer de la Frontera, Torremolinos, Ronda, Málaga, Algeciras sowie im Hamburger Hafen gedreht.
Der Film erlebte seine Uraufführung in der Bundesrepublik am 6. Oktober 1954 in Frankfurt am Main. Die DDR-Erstaufführung fand am 15. Juli 1955 statt.

## Kritik
Die Berliner Zeitung schreibt, dass man durchaus manchmal lachen müsse und dass in dem Zelluloidstreifen alles zu sehen sei, wonach das vom bösen Alltag gepeinigte Herz sich sehne. Dazu Oskar Sima und Rudolf Platte, die allerdings mehr könnten, als sie laut Revue-Filmrolle dürften. Horst Knietzsch meint im Neuen Deutschland, dass es sich hier um einen Revuefilm ohne Geist und Witz handele, geschickt nach der UFA-Schablone gefertigt und mit einigen bekannten Schauspielern als Kassenmagnet, kurz, um einen in seiner Aussage im höchsten Maße unkünstlerischen Film, wie er in Westdeutschland dutzendweise hergestellt werde, um einem unkritischen Publikum das Geld aus der Tasche zu locken. Das Lexikon des internationalen Films bezeichnet den Film als einen bis auf die Solotänzerin bemerkenswert temperamentlosen Unterhaltungsfilm ohne jede Ambition.